# 張振興伉儷書院
張振興伉儷書院（英語：Chong Gene Hang College）是香港一所由天主教喇沙會於1971年創辦的男子中學，亦是柴灣區第一所中學，因紀念捐款建校的美籍華僑張振興先生和其夫人而命名。學校與聖若瑟書院、喇沙書院、陳瑞祺（喇沙）書院、新界喇沙中學為兄弟校，同屬喇沙會。
校舍面積約4700平方米，位於港島東區柴灣祥民道12號，鄰近東區尤德夫人那打素醫院。

## 歷史
創校人張振興先生出生於廣東開平，他早年在其兄長於美國的洗衣店工作，其後他在波士頓開設自己的洗衣店。1968年，張振興先生回到香港，但其妻子於返港後一年離世。其妻的遺願是希望創立一間學校讓更多貧困的兒童能夠有接受教育的機會，而自小便缺乏接受教育機會的他也希望能創辦一間學校。
此時，張振興先生得知香港喇沙修士會希望於港島區比較貧困的地區興建一所學校，於是他便與時任助理教育司署署長W. McGregor接觸。最後張振興先生把他畢生於洗衣店賺取的收入和積蓄捐出以興建學校（當時他捐出的500,000港元），喇沙會選址港島東區的柴灣的校舍本欲以聖若瑟書院(柴灣)為名。因張老先生的慷慨捐助，喇沙會恩銘張老先生伉儷的行為，遂將校舍以張振興伉儷來命名，以紀念夫婦二人為教育的無私奉獻。
張振興伉儷作風低調，二人先後離開，只留下這一所中學遺愛人間，校方與他們的後人已失去聯絡。直至2011年時值40周年校慶，張老先生女兒來到學校，跟校方表示先雙親墳墓上的照片被雀鳥啄爛，詢問校方有沒有留下父母的照片。這令大家才能再次聯繫上。

## 辦學團體
此校由聖若翰·喇沙所創立的世界性辦學修會—喇沙修士會管理。在香港的喇沙會修士按香港法律第1048章《聖若瑟書院條例》成立為法團校董會的辦學團體管理轄下學校。百德修士（Bro. Patrick Tierney, FSC）為香港喇沙會 （页面存档备份，存于）的會長，以及由香港喇沙修士會教育議會（The Hong Kong Lasallian Education Council）負責擬訂整體修會在港的教育方向。
喇沙會的目標是為青年，特別是家境貧窮的學生提供天主教的全人教育，其精神是信德（Faith）和熱誠（Zeal），即是對天主抱有信念、對教育兒童懷有熱誠。

## 傳統

### 校歌
校歌歌名為「母校的召喚」（Alma Mater Call），原曲為愛爾蘭傳統民歌O'Donnell Abú；由馬爾真修士 Brother Marcian James, FSC （页面存档备份，存于） 在1903年填詞。馬爾真修士曾出任香港、新加坡、馬來西亞多間喇沙會學校的校長，此曲成為各校校歌。本校校歌取自聖若瑟書院的歌詞改篇。除香港的聖若瑟書院及張振興伉儷書院外，使用這校歌的喇沙會學校包括：新加坡St. Joseph's Institution、馬六甲St. Francis Institution、檳城St. Xavier's Institution、怡保St. Michael's Institution。
直至2000年，由時任何江顯校長及蕭勁鐘同學一起為校歌譯為中文版本。現時，英文版校歌多會在舊生活動演唱。

### 領呔
同學會把校章、學生長、學生會徽章及呔夾等掛上領呔，因此領呔對同學頗為重要，如同身分象徵。
學校早年採用紅色校呔，其後在1997年後改用具有廣泛的綠色，以及黃色和紅色的條紋領呔，惟校方仍容許同學配戴舊校呔。舊紅呔曾一度於絕蹟於校內，其後校方在45週年紀念時再次推出舊有的紅色校呔。

### 啦啦隊打氣支持
在大型的校際運動比賽中，例如學界籃球、足球或學界足球精英賽舉行時，不論是上課日或是假日，同學都會到場打氣支持。尤其是每年二至三月於灣仔運動場舉行的學界田徑錦標賽，某些年級的學生不用上課，改為到灣仔組成龐大的支持團隊。學生由學生會內閣成員和田徑隊的隊員率領叫喊口號，誦唱校歌和其它鼓勵歌曲，揮動校旗，以鼓舞田徑隊的士氣。有時甚至與其他喇沙會學校聯合一起叫喊口號打氣，或為其他喇沙會兄弟學校打氣支持。
學生會每年都會設計各式各樣的橫幅和貼紙，於校內及場內展示和派發。

### 社制
校內設有四個社，目的在於促進師生之間的溝通，交流和建立群體意識。每位學生於入學時會按學生編號獲分配進入其中一個社，社籍並不能更改。
2016–17學年起由5個社重組至4個社，新社名和顏色： 

## 班級結構

### 「男校女生」
自開校以來，學校是以男子中學辦學。1986/87學年起大學預科班招收女生，隨著香港高級程度會考改制，校方在2011/12學年停收女生。隨著社會演進，學校於2021/22學年從中一級重收女生。

## 歷任校長

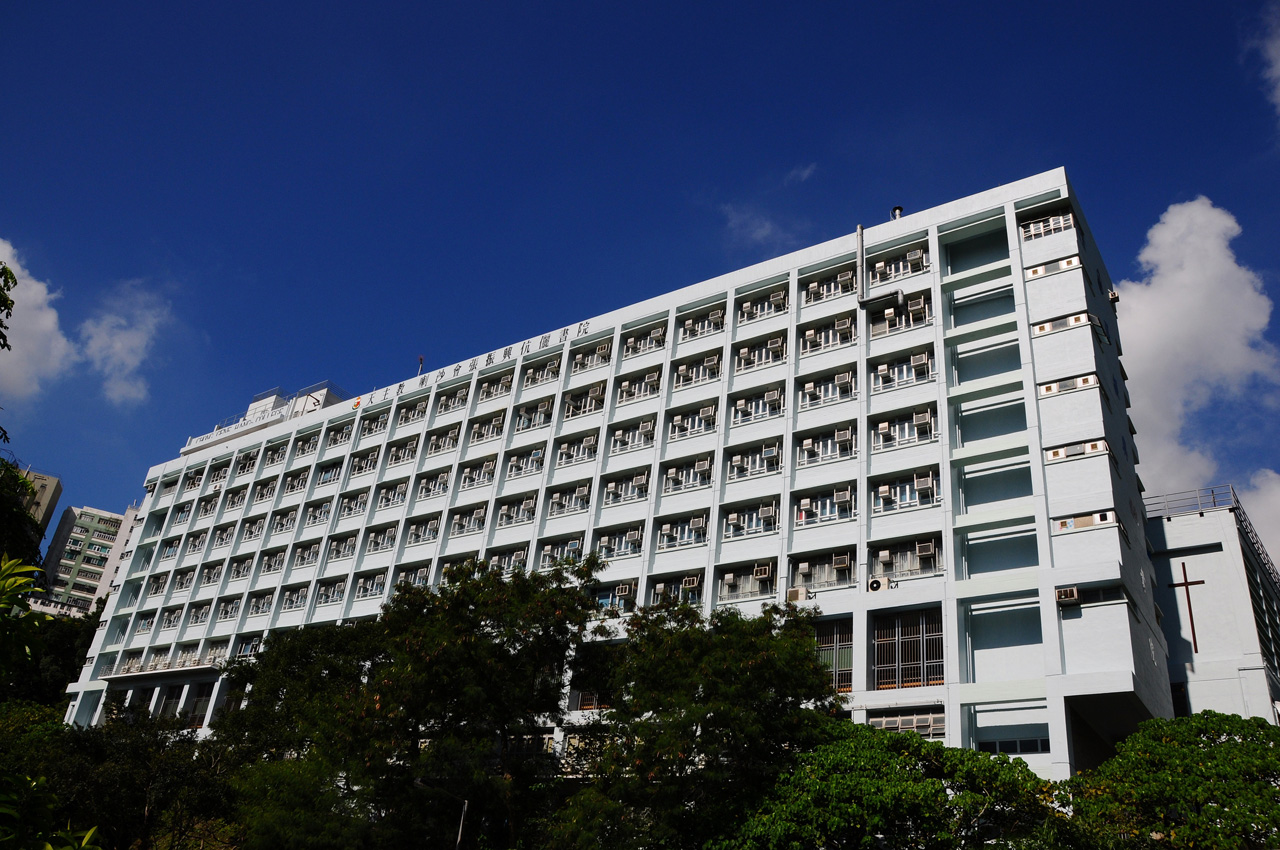

| 任期          | 校長                                            |
| ------------- | ----------------------------------------------- |
| 1971年–1979年 | 白蘭登（畢列登）修士（Bro. Brendan Dunne, FSC） |
| 1979年–1987年 | 羅倫修士（Bro. Lawrence Blake, FSC）            |
| 1987年–1995年 | 郭樹業校長                                      |
| 1995年–2007年 | 何江顯校長                                      |
| 2007年–2020年 | 李兆華校長                                      |
| 2020年–       | 黃世堯校長（現任）                              |

## 學校組織
- 舊生會 （页面存档备份，存于）—於1976年成立
- 家長教師會—於1992年成立
- 學生會—於1997年成立
- 法團校董會—於2013年成立

## 校際比賽成績

### 足球
全港學界精英足球比賽
中學校際足球比賽（第一組別）
喇沙盃

### 籃球
NIKE全港學界精英籃球比賽冠軍：2次
- 2000/01，2018/19

全港學界籃球馬拉松冠軍：2次
- 2000/01，2001/02

中學校際籃球比賽（第一組別）
- 甲組冠軍：
  - 2000/01[7]，2018/19[8]

## 校友
紀律部隊
- 袁漢榮，PMSM：香港首位華人拆彈專家，前警務處高級警司、爆炸品處理課首位華人主管；曾獲選為香港十大傑出青年（1993年），獲授予香港警察榮譽獎章（2013年）；現為香港紅十字會副主席
- 謝朗軒：現為警務處警務督察；前香港職業足球員，司職右後衛，現時效力香港超級聯賽球隊天水圍飛馬

教育界／學術界
- 荊培育：教育局印刷及出版業行業培訓諮詢委員會教育及培訓專責小組委員、香港印藝學會[9]義務秘書、香港設計師協會[10]獎項及展覽委員會主席、張振興伉儷書院法團校董會成員、張振興伉儷書院舊生會副主席
- 黃偉國：文化研究、政治學者，曾任教於香港教育大學、香港浸會大學、香港伍倫貢學院、香港中文大學及香港大學，工黨前成員，現時為時事評論員及西洋占星師
- 鄭松泰：前立法會議員（新界西）、前修憲派政黨熱血公民主席；社會學學者，曾任香港理工大學應用社會科學系專任導師
- 洪強：香港教育大學文化與創意藝術學系副教授
- 張寶雯：香港十大傑出青年（2013年）、香港教育大學榮譽院士（2014年，現住香港道教聯合會雲泉學校校長
- 劉澤鋒：香港樹仁大學學生會前會長
- 吳華彪：天主教新民書院校長
- 吳浩然：顯理中學校長

體育界
- 丘建威：前香港足球代表隊成員，1999年度香港足球先生，曾効力傑志和南華
- 黃梓浩：香港現役職業足球員，司職左後衛，現時效力香港超級聯賽球隊理文流浪
- 盧兆崎：現時效力香港超級聯賽球隊標準流浪，司職守門員
- 施寶盛：著名全職花式足球運動員
- 黄偉龍：香港足球代表隊軍醫
- 譚偉洋：前香港籃球代表隊成員，曾效力南華；首位香港職業籃球教練，曾執教東方並奪得香港男子甲一組籃球聯賽季後賽亞軍
- 吳家鋒：香港田徑運動員，曾代表香港出戰2012年倫敦奧運4×100米接力賽、2013年在印度浦那亞洲田徑錦標賽、2014年韓國仁川亞洲運動會等大賽
- 徐志堅：香港首名全職長跑運動員，渣打馬拉松最快香港跑手及紀錄保持者

藝術／演藝界
- 邵仲衡：演員，曾於電視劇《大時代》中飾演丁孝蟹
- 鄭苑瑛：亞洲電視亞洲星光大道2亞軍，曾為亞洲電視合約女藝員
- 陳彥廷：歌手，音樂人
- 林家熙（Locker Lam）：演員、試當真成員
- 曹梓冲（Agent. L）：ViuTV編導、無制限OT編集団成員

## 網站連結
- 張振興伉儷書院網站 （页面存档备份，存于）
- 張振興伉儷書院舊生會網站 （页面存档备份，存于）
- 香港喇沙修士會網站 （页面存档备份，存于）
- Lifein.hk: 張振興伉儷書院 （页面存档备份，存于）